# Гордана Милановић
Гордана Милановић је књижевница из Крагујевца.

## Биографија
Рођена је на Богојављење 1950. године у Лужницама код Крагујевца. Основну школу завршила је у родном мјесту, а средњу медицинску у Крагујевцу. Као медицинска сестра радила је у више здравствених установа а поред тога бавила се и хуманитарним радом. У Светој Земљи била је 2007.године, са овог путовања вратила се као хаџија. Живи у Цветојевцу.